# Mills (họ)

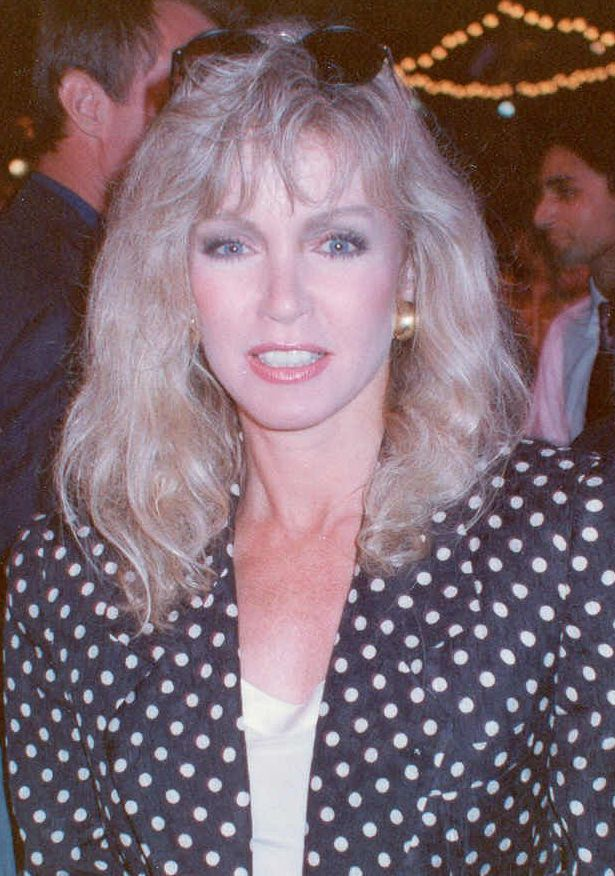
Donna Mills

Mills là một họ của nhiều người có nguồn gốc là người Anh-Mỹ, (ở các nước Anh, Mỹ, Úc, Tân Tây Lan...) họ này được lấy theo nghề nghiệp (ông chủ cối xay).

## Những người nổi tiếng
- Garrett Mills, cầu thủ bóng đá người Mỹ
- Sam Mills, cố cầu thủ bóng đá người Mỹ
- Aaron Mills, cầu thủ bóng đá Mỹ
- George Mills, cầu thủ bóng đá người Anh
- Steve Mills, cầu thủ bóng đá người Anh
- Jim Mills, cầu thủ bóng đá người Canada
- Jay Mills, huấn luyện viên bóng đá người Mỹ
- Zack Mills, huấn luyện viên bóng đá người Mỹ
- Alan Mills, vận động viên và là trọng tài môn quần vợt người Anh
- Alice Mills vận động viên bơi lội người Úc
- Freddie Mills, võ sĩ đấm bốc người Anh
- Ben Mills, ca sĩ người Anh
- Alan Mills, nhạc sĩ người Anh
- Billy Mills, Nhà thơ người Ái Nhĩ Lan
- Alexandria Mills, người mẫu và hoa hậu thế giới năm 2010
- Adrian Mills, người dẫn chương trình truyền hình ở Anh
- Ada Mills, Nhà chính trị ở Arkansas
- Alice du Pont Mills
- Annette Mills (1894–1955)
- Frances Jones Mills, chính khách bang Kentucky
- Nicholas Mills, thương gia Mỹ
- Barbara Mills
- Donna Mills